# Jobabo
Jobabo là một đô thị và thành phố ở tỉnh Las Tunas của  Cuba. Đô thị này nằm ở phía nam tỉnh, 34 km (21 mi) phía nam tỉnh lỵ Victoria de Las Tunas.
Jobabo được đặt tên theo một từ taino jobabol, có nghĩa "nơi có nhiều cây jobo mọc".

## Thông tin nhân khẩu
Năm 2004, đô thị Jobabo có dân số 49.403 người. Diện tích là 884 km² (341,3 mi²), với mật độ dân số là 55,9người/km² (144,8người/sq mi).